# Villefagnan
Villefagnan je naselje in občina v zahodnem francoskem departmaju Charente regije Poitou-Charentes. Leta 1999 je naselje imelo 1.022 prebivalcev.

## Geografija
Kraj se nahaja v pokrajini Angoumois ob reki Bief, 47 km severno od središča departmaja Angoulêma.

## Uprava
Villefagnan je sedež istoimenskega kantona, v katerega so poleg njegove vključene še občine Bernac, Brettes, La Chèvrerie, Courcôme, Empuré, La Faye, La Forêt-de-Tessé, Londigny, Longré, La Magdeleine, Montjean, Paizay-Naudouin-Embourie, Raix, Saint-Martin-du-Clocher, Salles-de-Villefagnan, Souvigné, Theil-Rabier, Tuzie in Villiers-le-Roux s 5.586 prebivalci.
Kanton Villefagnan je sestavni del okrožja Confolens.

## Zanimivosti
- romanska cerkev sv. Petra iz 12. stoletja, preoblikovana v 15. stoletju,
- Mestna vrata s stolpoma, le logis des Tours, iz 15. in 16. stoletja, francoski zgodovinski spomenik od leta 1949,